# Daniel Herberg
Daniel Herberg (* 7. März 1974 in Oberstdorf) ist ein deutscher Curler des EC Oberstdorf, beruflich ist er als Projekt-Entwickler tätig.

## Karriere
Herberg begann seine internationale Karriere bei der Juniorenweltmeisterschaft 1992 als Second im Team von Markus Herberg. In den folgenden drei Jahren stand er bei den Junioren stets auf dem Podium; 1994 und 1995 als Skip und Gewinner der Silbermedaille.
Seine erste Weltmeisterschaft bei den Erwachsenen spiele Herberg 1993 als Ersatzspieler im Team um Skip Wolfgang Burba. Die erste Europameisterschaft folgte 1996 als Skip der deutschen Herrenmannschaft. Seine größten Erfolge bei diesem Wettbewerb feierte er bei den Europameisterschaften 2002 und 2004, als er jeweils mit seiner Mannschaft Europameister wurde. Zusätzlich war er 2002 in Salt Lake City auch Olympiateilnehmer und belegte im olympischen Curlingturnier den sechsten Rang.
Bei den Weltmeisterschaften gewann er seine bislang einzige Medaille 2004, als er als Third im Team von Sebastian Stock nach einer Finalniederlage gegen die Schweden um Peja Lindholm Vizeweltmeister wurde. Insgesamt hat er an acht Weltmeisterschaften teilgenommen, zuletzt 2018 als Second im Team von Alexander Baumann. Bei den Europameisterschaften, an denen er 13 Mal teilgenommen hat (zuletzt 2017), konnte er nach den großen Erfolgen 2004 und 2004 keine weitere Podiumsplatzierung erreichen; beste Ergebnisse waren jeweils ein vierter Platz 2006 und 2010.
2010 nahm er an den Olympischen Winterspielen als Ersatzmann des CC Füssen teil. Sein erstes Spiel bestritt er am 19. Februar im Spiel gegen die Schweiz. Die Mannschaft belegte den sechsten Platz. Beim Qualifikationsturnier für die Olympischen Winterspiele 2018 spielte er als Second der von Alexander Baumann geführten Nationalmannschaft. Mit einem siebten Platz wurde die Qualifikation jedoch verpasst.